# 青柳文司
青柳文司（あおやぎ ぶんじ、1926年7月 - ）は、日本の会計学者。横浜市立大学名誉教授。経済学博士。
G.O.メイ『財務会計―経験の蒸留』において多用されるコンヴェンションという言葉の意味を探ることをかわきりに、アメリカ会計制度の経済史的考察を踏まえてW.A.ペイトン、W.J.ヴァッター、DR スコットなどの米国の主要な会計学説を丹念に渉猟する一方で、哲学、言語学、社会学など諸学の成果を援用して会計言語説を展開した。近年はそれをさらに発展させ、会計物語論、会計演劇論など会計の哲学を探求している。
門下生に全在紋、永野則雄等。神奈川県横浜市出身。

## 学歴
- 1943年横浜市立横浜商業学校卒業
- 1947年横浜市立経済専門学校卒業
- 1952年横浜市立大学商学部卒業
- 1988年経済学博士（法政大学）

## 経歴
- 1953年横浜市立大学助手
- 1960年同専任講師
- 1961年同助教授
- 1970年同教授
- 1992年横浜市立大学名誉教授
- 1992年流通経済大学経済学部教授

## 著書
- 1962年『会計士会計学―ジョージ・オー・メイの足跡―』同文舘
- 1968年『会計学の原理』（日本会計研究学会太田賞受賞）中央経済社
- 1969年『会計士会計学』改訂増補版　同文舘
- 1971年『会計・情報・管理』中央経済社
- 1974年『現代会計学』同文舘
- 1976年『会計学への道』同文舘
- 1979年『新版　会計学の原理』中央経済社
- 1986年『アメリカ会計学』（日本公認会計士協会学術賞受賞）中央経済社
- 1991年『会計学の基礎』中央経済社
- 1998年『会計物語と時間』多賀出版
- 2008年『現代会計の諸相―言語・物語・演劇』多賀出版

## その他
編著・共著数冊。百本を超える論文がある。